# Burton & Taylor
Burton & Taylor (bra: Burton e Taylor) é um telefilme de drama biográfico britânico de 2013, escrito por William Ivory e dirigido por Richard Laxton. É estrelado por Helena Bonham Carter e Dominic West nos papéis Elizabeth Taylor e Richard Burton, respectivamente.

## Sinopse
Elizabeth Taylor convida seu ex-marido Richard Burton para seu aniversário. Lá, Liz propõe trabalhar em uma produção teatral da obra Vidas Privadas. Enquanto ambos se preparam, a imprensa começa a especular sobre uma reconciliação do casal.

## Elenco
- Helena Bonham Carter como Elizabeth Taylor
- Dominic West como Richard Burton
- William Hope como John Cullum
- Michael Jibson como Mike
- Lenora Crichlow como Chen Sam
- Sarah Hadland como Kathryn Walker
- Stanley Townsend como Milton Katselas
- Greg Hicks como Zev Buffman

## Recepção
Em sua exibição original na BBC Four, Burton & Taylor foi visto por 1,13 milhão de telespectadores. No Rotten Tomatoes, o filme tem índice de aprovação de 100%, baseado em 11 críticas, com pontuação média de 9,3/10. No Metacritic, o filme recebeu uma pontuação média de 81 de 100, com base em 17 avaliações, o que indica "aclamação universal".

## Prêmios e indicações
| Ano  | Prêmio                            | Categoria                              | Indicado(a)                    | Resultado |
| ---- | --------------------------------- | -------------------------------------- | ------------------------------ | --------- |
| 2013 | Golden Globe Award                | Melhor Atriz – Minissérie ou Telefilme | Helena Bonham Carter           | Indicado  |
| 2013 | Screen Actors Guild Awards        | Melhor Atriz – Minissérie ou Telefilme | Helena Bonham Carter           | Indicado  |
| 2013 | Satellite Awards                  | Melhor Minissérie ou Telefilme         | Melhor Minissérie ou Telefilme | Indicado  |
| 2013 | Satellite Awards                  | Melhor Ator – Minissérie ou Telefilme  | Dominic West                   | Indicado  |
| 2013 | Satellite Awards                  | Melhor Atriz – Minissérie ou Telefilme | Helena Bonham Carter           | Indicado  |
| 2014 | British Academy Television Awards | Melhor Ator em Televisão               | Dominic West                   | Indicado  |
| 2014 | British Academy Television Awards | Melhor Atriz em Televisão              | Helena Bonham Carter           | Indicado  |
| 2014 | Critics' Choice Television Awards | Melhor Minissérie ou Telefilme         |                                | Indicado  |
| 2014 | Critics' Choice Television Awards | Melhor Atriz – Minissérie ou Telefilme | Helena Bonham Carter           | Indicado  |
| 2014 | Primetime Emmy Awards             | Melhor Atriz – Minissérie ou Telefilme | Helena Bonham Carter           | Indicado  |